# Fiat 2800
La Fiat 2800 est une voiture de très grand standing et d'apparat fabriquée par le constructeur italien Fiat de 1938 à 1944 en 625 exemplaires.

## Le contexte de l'époque
Bien qu'elle reprenne les innovations de la Fiat 1500 C de 1935, la Fiat 2800 est le dernier modèle entièrement nouveau sorti des usines Fiat avant que n'éclate la Seconde Guerre mondiale en 1939. Le projet a été réalisé à la demande du Duce, Benito Mussolini, qui voulait une voiture d'apparat pour contrecarrer les Mercedes-Benz en vogue chez son allié allemand de l'époque.

## Le style et la technique
Cette voiture de prestige anticipe les futurs modèles de la gamme Fiat et notamment le long capot au museau très allongé qui sera repris sur la Fiat 1100 qui allait sortir l'année suivante. La mécanique est classique chez Fiat : moteur 6 cylindres en ligne de 2 852 cm³ développant 85 cv CUNA et autorisant une vitesse de 130 km/h.
Un moteur de cette cylindrée ne sera plus monté dans un modèle Fiat pendant des années jusqu'à la création de la Fiat 130 en 1969.
Certains châssis, carrossés en version torpédo à 6 places par la Carrozzeria Farina ont été immatriculés par le Ministère de l'Intérieur Italien pour les dirigeants fascistes, puis, dans l'immédiat après guerre, ces voitures ont été utilisées par le premier Président de la République Italienne.
Comme de coutume, à l'époque, les châssis motorisés ont été carrossés par les grands noms italiens en la matière, notamment Pininfarina et Zagato.

## La version militaire CMC[2]
En 1939 la version militaire 2800 CMC (CMC = Corta Militare Coloniale Courte Militaire Coloniale) est présentée. Elle diffère de la version standard par des dimensions plus compactes, une carrosserie plus carrée, une finition militaire spartiate et des pneumatiques de taille supérieure. 
210 exemplaires seront fabriqués au total pour l'armée italienne jusqu'en 1943. Les modèles fabriqués après l'armistice de 1943, ont été construits pour la Wehrmacht, le nombre n'est pas connu.